# Saint-Sauveur (Altos Alpes)
 Saint-Sauveur  es una población y comuna francesa, situada en la región de Provenza-Alpes-Costa Azul, departamento de Altos Alpes, en el distrito de Gap y cantón de Embrun.

## Demografía
| 223 | 202 | 202 | 270 | 298 | 392 |
| Para los censos de 1962 a 1999 la población legal corresponde a la población sin duplicidades (Fuente: INSEE [Consultar]) |     |     |     |     |     |